# Shibukawa

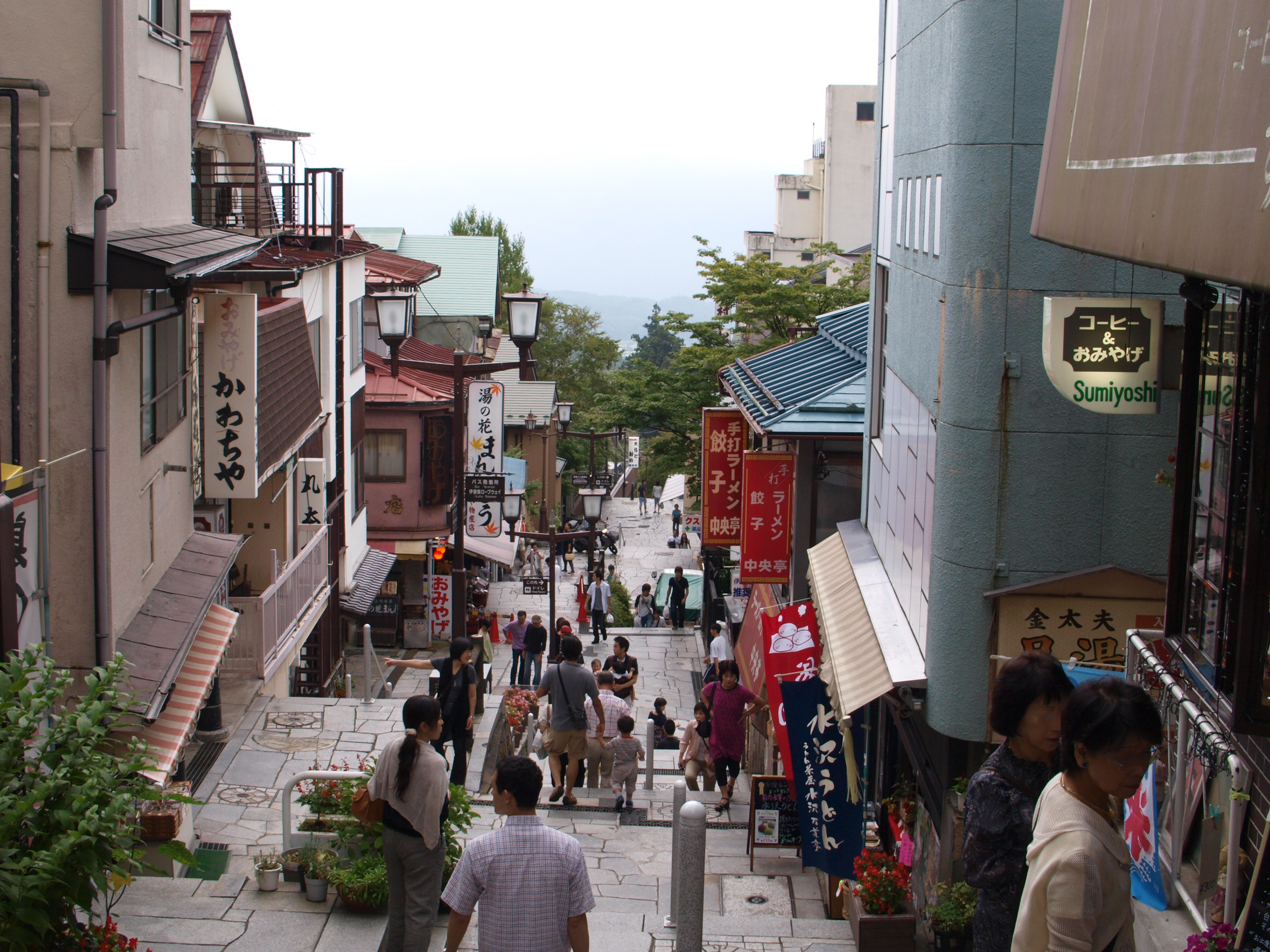
Stradă din Shibukawa

Shibukawa (渋川市 Shibukawa-shi?) este un municipiu din Japonia, prefectura Gunma.